# Herbert Huppertz
Herbert Huppertz, nemški častnik, vojaški pilot in letalski as, * 3. junij 1919, Rheydt, padel v boju 8. junij 1944 Cintheaux.

## Življenjepis
Herbert Huppertz je v Luftwaffe vstopil že v jeseni leta 1937, dve leti kasneje pa je bil s činom poročnika dodeljen v 6./JG 51. Svojo prvo zračno zmago je dosegel 28. maja 1940 med bitko za Francijo, ko je v bližini Dunkirka sestrelil britanskega lovca Supermarine Spitfire. Kasneje je sodeloval tudi v bitki za Britanijo, kjer je dosegel še štiri zračne zmage in si zagotovil status letalskega asa. 
Spomladi 1941 je bil Huppertz premeščen k 12./JG 51 na vzhodno fronto, kjer je do 9 avgusta dosegel 33 zračnih zmag. Na ta dan je bil sestreljen v svojem Bf 109 F-2 (W. Nr. 8938) iz katerega se je nepoškodovan rešil s padalom. 25. avgusta je dosegel svojo 34. zmago, 30. avgusta pa je bil odlikovan z Viteškim križem. Septembra 1941 je bil Huppertz ponovno premeščen. Tokrat so ga dodelili k Ergänzungs-Staffel/JG 51, kjer je postal inštruktor lovskih pilotov. Na fronto se je vrnil šele konec decembra 1941 in je bil dodeljen k Gruppenstabu III./JG 51. Med služenjem v tej enoti je dosegel pet zračnih zmag.
27. januarja 1942 je postal Staffelkapitän 12./JG 1, ki je imel sprva bazo v Brestu, kasneje v Jevru, od tam pa je bil premeščen na Norveško. Tam je Huppertz s svojo enoto sodeloval v operaciji Donnerkeil, zračni zaščiti nemških bojnih križark Scharnhorst in Gneisenau ter težke križarke Prinz Eugen med njihovim umikom iz Bresta. Med operacijo je Herbert Huppertz dosegel eno zračno zmago in sicer 12. februarja nad britanskim lovcem Spitfire.
Marca je bil IV./JG 1 preformiran in preimenovan v III./JG 5., Huppertz pa je obdržal poveljstvo nad 9./JG 5. 2. aprila je nad norveško obalo sestrelil britanski lahki bombnik De Havilland Mosquito, sam pa je bil 15. septembra poškodovan, ko je moral svojega poškodovanega lovca Focke-Wulf Fw 190 A-2 (W. Nr. 2208) zasilno pristati v Morgensbecku. 9. novembra je bil Huppertz imenovan na položaj Staffelkapitäna 3./JG 2, s katero se je spet znašel v bazah ob Rokavskem prelivu. Tam pa ni ostal dolgo, saj je bil kmalu imenovan za poveljnika 10./JG 2. 30. decembra 1943 je dosegel svojo šestdeseto zmago, februarja 1944 pa je bil imenovan na mesto Gruppenkommandeurja III./JG 2. 22. februarja 1943 je bil v spopadu z ameriškimi težkimi bombniki njegov Fw 190 A-7 (W. Nr. 340 275) sestreljen, Huppertz pa je bil ranjen. 6. junija 1944, na prvi dan zavezniške operacije Overlord je Huppertz dosegel pet zračnih zmag nad zavezniškimi lovci za zmage od 73 do 77. 
8. junija 1944 je bil Herbert Huppertz na svoji zadnji nalogi v svojem lovcu Fw 190 A-8 (W. Nr. 730 440). V bližini mesta Cintheaux se je zapletel v spopad z ameriškimi lovci, ki so ga sestrelili, sam pa je bil v tem spopadu ubit. Posmrtno je bil 24. junija 1944 povišan v čin majorja in odlikovan s hrastovimi listi k viteškemu križu (Nr. 512).
Herbert Huppertz je v svoji letalski karieri dosegel skupaj 78 potrjenih zračnih zmag. 33 jih je dosegel nad vzhodno, 45 pa nad zahodno fronto. Na zahodni fronti je sestrelil 17 težkih strateških bombnikov. 

## Odlikovanja
- Železni križec 2. in 1. razreda
- Nemški križ v zlatu (26. december 1943)
- Viteški križ železnega križca (30. avgust 1941)
  - hrastovi listi k viteškemu križu (24. junij 1944)